# Hyparrhenia niariensis
Hyparrhenia niariensis là một loài thực vật có hoa trong họ Hòa thảo. Loài này được (Franch.) Clayton mô tả khoa học đầu tiên năm 1969.